# Shin Dong-Yun
Shin Dong-Yun (13 de octubre de 1995) es un deportista surcoreano que compite en taekwondo. Ganó una medalla de bronce en el Campeonato Mundial de Taekwondo de 2015, y una medalla de bronce en el Campeonato Asiático de Taekwondo de 2018.

## Palmarés internacional
| Campeonato Mundial  | Campeonato Mundial           | Campeonato Mundial | Campeonato Mundial |
| Año                 | Lugar                        | Medalla            | Categoría          |
| ------------------- | ---------------------------- | ------------------ | ------------------ |
| 2015                | Cheliábinsk (Rusia)          | Medalla de bronce  | –68 kg             |
| Campeonato Asiático |                              |                    |                    |
| Año                 | Lugar                        | Medalla            | Categoría          |
| 2018                | Ciudad Ho Chi Minh (Vietnam) | Medalla de bronce  | –68 kg             |